# Klara Hammarström

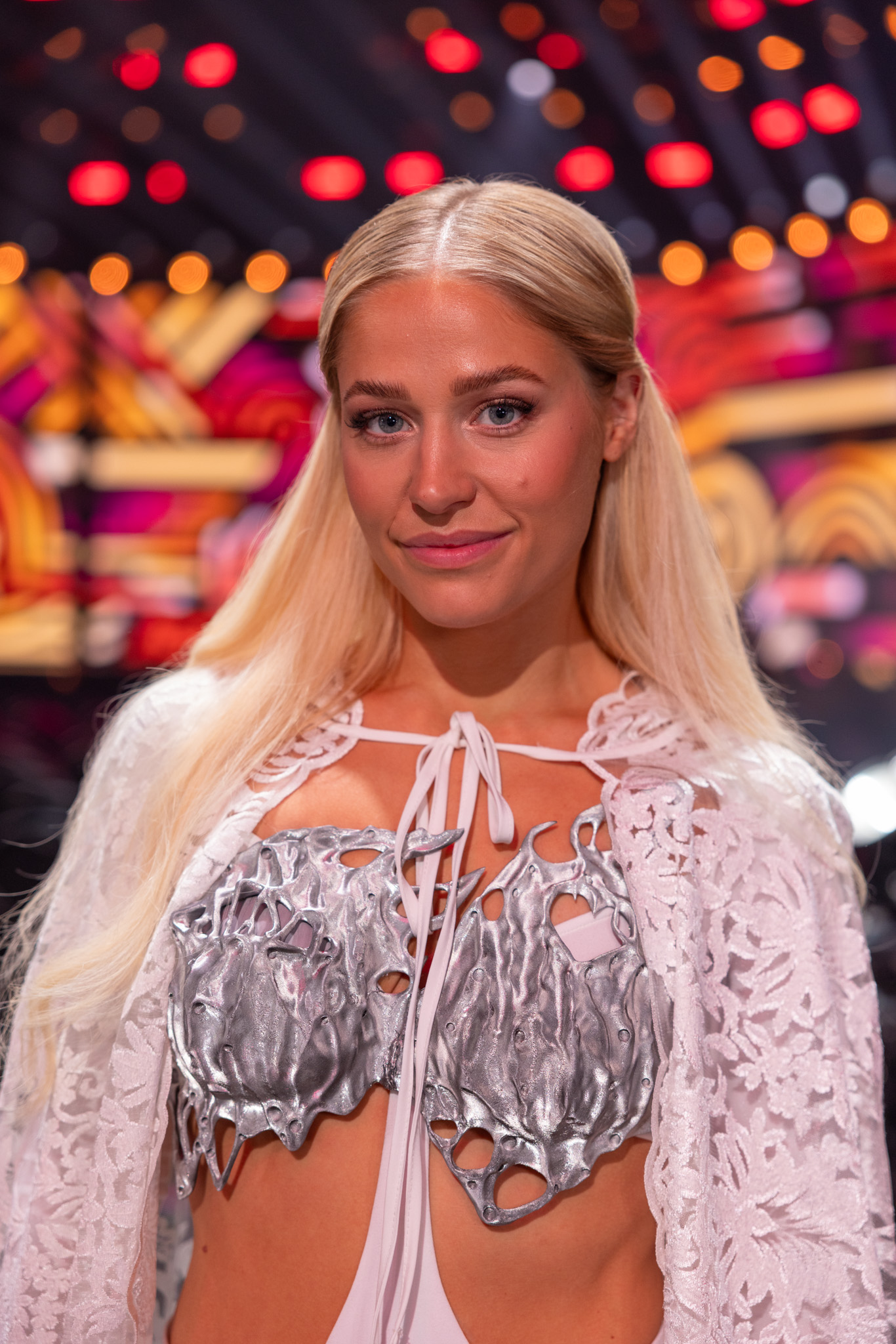
Klara Hammarström, 2025

Klara Lovisa Hammarström (* 20. April 2000 in Stockholm) ist eine schwedische Popsängerin. Bekanntheit erlangte sie vor allem durch ihre Teilnahmen am Melodifestivalen.

## Leben
Klara Hammarström entspringt der Großfamilie Hammarström, die sich überwiegend dem Pferdesport widmet. 2018 wurde vom Sender Sveriges Television die sechsteilige Reality-Serie Familjen Hammarström ausgestrahlt, in der auch Klara mitwirkte und dort bereits ihre Gesangs-Ambitionen aussprach. 2019 erschienen ihre ersten Songs. Sie nahm mit dem Popsong Nobody am Melodifestivalen 2020 teil, wo sie im zweiten Halbfinale antrat. Im nächsten Jahr nahm sie am Melodifestivalen 2021 teil, wo sie mit dem Titel Beat of Broken Hearts den 6. Platz im Finale erreichte. In den schwedischen Charts kam der Titel auf Platz 10.
Beim Melodifestivalen 2022 trat sie ein weiteres Mal an. Obwohl sie mit ihrem Song Run to the Hills im Finale erneut nur Platz 6 erreichte, platzierte sie sich vor allen Mitkonkurrenten an der Chartspitze.
Die vierte Teilnahme erfolgt beim Melodifestivalen 2025 mit dem Song On and On and On wo sie den vierten Platz im Finale belegte.

## Diskografie

### Singles
- 2019: Break Up Song
- 2019: You Should Know Me Better
- 2020: Nobody
- 2020: Oh My Oh My
- 2020: DNA
- 2020: Riding Home for Christmas
- 2021: Beat of Broken Hearts
- 2021: Make a Wish (mit Liamoo)
- 2022: Guld, svett & tarar (mit Liamoo)
- 2022: Run to the Hills
- 2025: On and On and On[6]